# Virgin (rivière)
Pour les articles homonymes, voir Virgin et Virgin River (série télévisée).
La rivière Virgin (Virgin River) est une rivière longue de 322 km, affluent du fleuve le Colorado au niveau du lac Mead, qui coule dans le sud-ouest des États-Unis. 

## Géographie
Sa source se trouve au sud-ouest de l'Utah, au Navajo Reservoir dans la Dixie National Forest, au nord du Parc national de Zion.

## Affluents
- Rivière Santa Clara
- Arroyo Fort Pearce
- Virgin Occidentale (Rivière)
- Virgin du Nord (Rivière)

## Aménagements et écologie
En aval, l'eau de la rivière sert pour l'irrigation des cultures de coton.

### Histoire
La rivière tire son nom de Virgin Thomas, un membre de la première expédition américaine à la voir, menée par Jedediah Smith en 1826. Smith l'a appelée Rivière Adams, du nom du président qui était alors John Quincy Adams. Plus tard, l'explorateur et dresseur de cartes John C. Fremont lui a donné son nom actuel. Après que la partie de Smith a descendu avec succès le fleuve vers la Californie, Thomas Virgin a été grièvement blessé dans une attaque par les gens de Mohave pendant la traversée du désert de Mojave. Virgin a récupéré de ses blessures mais a été plus tard tué, avec la plupart des compagnons de Smith, dans une attaque Umpqua (peuple d'Umpqua) (dans l'Oregon d'aujourd'hui).
La vieille route espagnole (itinéraire commercial) suit la rivière Virgin pendant une partie de sa longueur, de près de Saint-Georges jusqu'au point où elle monte le Plateau Mormon pour traverser la rivière Muddy (Nevada) dans le Nevada actuel. Le sentier de randonnée Gateway to the Narrows Trail remonte la Virgin jusqu'à atteindre les Narrows.